# MEGAVIDEO
MEGAVIDEO（メガビデオ）とは、香港に拠点を置く企業のMegavideo Limited（メガビデオ・リミテッド）が運営を開始した動画共有サービスであり、19歳以上であれば誰でも利用可能である。キャッチコピーは「I'm watchin' it.」でYouTubeを強く意識したつくりであった。
元々のキャッチコピーは「Beats YouTube.（YouTubeよりマシ。）」であり、過去にはサイトのトップページに「10 REASONS TO USE MEGAVIDEO INSTEAD OF YOUTUBE（YouTubeの代わりにMEGAVIDEOを使う10つの理由）」と題したビデオがあった。

## 閉鎖
2012年1月20日、FBI捜査当局の摘発・MEGAVIDEOの運営者7人の逮捕により、サイトも閉鎖となった。MEGAUPLOADも参照。

## 特徴
MEGAVIDEOの特徴的な部分は、アップロードした動画ファイルのダウンロード数によってポイントをためられる、MEGAUPLOADと同様のリワードプログラムであり、自分で作成した動画を公開して、他の利用者がダウンロードするごとにポイントをためてPayPalに換金することができることである。しかし、無料会員登録者はこれらのサービスを利用することができない。
YouTubeのビデオのリンクを入力、またはMEGAVIDEOでYouTubeのアカウントにログインするだけで、直接MEGAVIDEOに指定されたYouTubeのビデオを移すことも可能になっている。
ほとんどの動画は会員登録をしなくても閲覧できるが会員しか見ることができない動画もある。動画のお気に入り機能や投稿された動画を5段階で評価したり、動画にコメントを付けられることもできる。また、ウェブサイトのデザイン、ブログのレイアウトに合わせ、カスタマイズできる組み込みプレイヤーのデザインを選択することができる。
再生時間に制限が設けられており72分しか視聴できない。72分経つと、動画が一時停止され視聴できなくなる。同じIPアドレスで再度、視聴する場合は30分ほど待たなくてはならない。
MEGAVIDEOは広告などが一部しか無くクリーンなレイアウトとなっている。一度にアップロードできる動画の容量は5GB（無料会員は1GB）と大容量であり、この容量の範囲内ならば再生時間に制限は設けられていない。ブラウザ上で再生される動画のクオリティは画質・音質ともにYouTubeとほぼ同等。2009年（平成21年）9月1日より、H.264形式動画やHD解像度などの高画質配信に対応出来るようになった。
多言語展開を進めており、英語、日本語、韓国語、中国語、フランス語、ドイツ語、スペイン語、ポルトガル語、イタリア語、デンマーク語、スウェーデン語、ルーマニア語、トルコ語、アラビア語などのサービスが公開されている。

## その他
MEGAVIDEOに対してもYouTubeやVeoh等と同様に著作権の侵害を問題にする見解もある。有名なハリウッド映画やアニメ映画の丸々一本アップロードなどを、悪質投稿とする見解である。
著作権侵害であるとの報告を受けたり法廷闘争などを避けるためか、会社情報と連絡先には住所などは記載されておらずメールアドレスしか記載されていない。
同じ会社が運営している「MEGAROTIC」（メガロティック）というサイトがある。MEGAROTIC自体はアダルトファイル専用オンラインストレージだが（ノンアダルトはMEGAUPLOADというサイト）過去に「MEGAROTIC VIDEO」という名の動画共有サイトを運営していた。ここには18歳以上、大人向けの映像がアップロードされている。現在は「MEGAPORN VIDEO」という名前に変わっている。なお、MEGAVIDEOは19歳以上限定ではあるが、アダルト映像は禁止である。